# فونتنل ۱۰۰۶۹
سیارک ۱۰۰۶۹ (به انگلیسی: 10069 Fontenelle، نامگذاری:1989CW2) ده هزار و شصت و نهمین سیارک کشف شده‌است که در ۴ فوریه ۱۹۸۹ کشف شد.
قدر مطلق سیارک برابر ۱۲٫۱۰ است.